# Golden State Warriors 2015-2016
La stagione 2015-2016 fu la numero 70 per i Golden State Warriors nella NBA  e fu affrontata da campioni in carica. I Warriors batterono il record di vittorie dei Chicago Bulls (72-10) della stagione 1995-96, vincendo la Pacific Division della Western Conference con un record di 73-9. Nei play-off vinsero il primo turno con gli Houston Rockets (4-1), la semifinale di conference con i Portland Trail Blazers (4-1), la finale di conference con gli Oklahoma City Thunder (4-3), perdendo poi la finale NBA con i Cleveland Cavaliers (4-3).

## Draft
| Round | Scelta | Giocatore    | Posizione | Nazionalità | College |
| ----- | ------ | ------------ | --------- | ----------- | ------- |
| 1     | 30     | Kevon Looney | PF        | Stati Uniti | UCLA    |

## Roster
| \| Pos. \| Num. \| Naz. \| Nome \| Altezza \| Peso \| Data nascita \| Provenienza \| \| ---- \| ---- \| ---- \| --------------------- \| ------- \| ------ \| ------------ \| ------------------------------------- \| \| G \| 19 \| \| Barbosa, Leandro \| 191 cm \| 88 kg \| 28-11-1982 \| Bauru (Brazil) \| \| AP \| 40 \| \| Barnes, Harrison \| 203 cm \| 103 kg \| 30-05-1992 \| North Carolina \| \| C \| 12 \| \| Bogut, Andrew \| 213 cm \| 118 kg \| 28-11-1984 \| Utah \| \| G \| 21 \| \| Clark, Ian \| 191 cm \| 78 kg \| 07-03-1991 \| Belmont \| \| P \| 30 \| \| Curry, Stephen \| 191 cm \| 86 kg \| 14-03-1988 \| Davidson \| \| C \| 31 \| \| Ezeli, Festus \| 211 cm \| 120 kg \| 21-10-1989 \| Vanderbilt \| \| AP \| 23 \| \| Green, Draymond \| 201 cm \| 104 kg \| 04-03-1990 \| Michigan State \| \| G \| 9 \| \| Iguodala, Andre \| 198 cm \| 97 kg \| 28-01-1984 \| Arizona \| \| P \| 34 \| \| Livingston, Shaun \| 201 cm \| 87 kg \| 11-09-1985 \| Peoria Central High School (Illinois) \| \| AG \| 36 \| \| Looney, Kevon \| 206 cm \| 100 kg \| 06-02-1996 \| UCLA \| \| AG \| 20 \| \| McAdoo, James Michael \| 206 cm \| 104 kg \| 04-01-1993 \| North Carolina \| \| G \| 4 \| \| Rush, Brandon \| 198 cm \| 100 kg \| 07-07-1985 \| Kansas \| \| AG \| 5 \| \| Speights, Marreese \| 208 cm \| 116 kg \| 04-08-1987 \| Florida \| \| A/C \| 1 \| \| Thompson, Jason \| 211 cm \| 113 kg \| 21-07-1986 \| Rider Broncs \| \| G \| 11 \| \| Thompson, Klay \| 201 cm \| 98 kg \| 08-02-1990 \| Washington State \| \| C \| 18 \| \| Varejão, Anderson \| 208 cm \| 126 kg \| 28-09-1982 \| Barca (Spain) \| | Allenatore - Steve Kerr Assistente/i - Luke Walton (Vice-allenatore) - Ron Adams (Vice-allenatore) - Jarron Collins (Vice-allenatore) - Bruce Fraser (Vice-allenatore per lo sviluppo dei giocatori) - Chris DeMarco (Vice-allenatore per lo sviluppo dei giocatori) - Lachlan Penfold (Preparatore atletico) Legenda - (C) Capitano - (FA) Free agent - (S) Sospeso - (TW) Contratto Two-way - (GL) Assegnato a squadra G League affiliata - Infortunato Roster • Transazioni · Ultima transazione: 28 giugno 2016 |                        |                       |         |        |              |                                       |
| Pos. | Num. | Naz.                   | Nome                  | Altezza | Peso   | Data nascita | Provenienza                           |
| G | 19 | Brasile (bandiera)     | Barbosa, Leandro      | 191 cm  | 88 kg  | 28-11-1982   | Bauru (Brazil)                        |
| AP | 40 | Stati Uniti (bandiera) | Barnes, Harrison      | 203 cm  | 103 kg | 30-05-1992   | North Carolina                        |
| C | 12 | Australia (bandiera)   | Bogut, Andrew         | 213 cm  | 118 kg | 28-11-1984   | Utah                                  |
| G | 21 | Stati Uniti (bandiera) | Clark, Ian            | 191 cm  | 78 kg  | 07-03-1991   | Belmont                               |
| P | 30 | Stati Uniti (bandiera) | Curry, Stephen        | 191 cm  | 86 kg  | 14-03-1988   | Davidson                              |
| C | 31 | Nigeria (bandiera)     | Ezeli, Festus         | 211 cm  | 120 kg | 21-10-1989   | Vanderbilt                            |
| AP | 23 | Stati Uniti (bandiera) | Green, Draymond       | 201 cm  | 104 kg | 04-03-1990   | Michigan State                        |
| G | 9 | Stati Uniti (bandiera) | Iguodala, Andre       | 198 cm  | 97 kg  | 28-01-1984   | Arizona                               |
| P | 34 | Stati Uniti (bandiera) | Livingston, Shaun     | 201 cm  | 87 kg  | 11-09-1985   | Peoria Central High School (Illinois) |
| AG | 36 | Stati Uniti (bandiera) | Looney, Kevon         | 206 cm  | 100 kg | 06-02-1996   | UCLA                                  |
| AG | 20 | Stati Uniti (bandiera) | McAdoo, James Michael | 206 cm  | 104 kg | 04-01-1993   | North Carolina                        |
| G | 4 | Stati Uniti (bandiera) | Rush, Brandon         | 198 cm  | 100 kg | 07-07-1985   | Kansas                                |
| AG | 5 | Stati Uniti (bandiera) | Speights, Marreese    | 208 cm  | 116 kg | 04-08-1987   | Florida                               |
| A/C | 1 | Stati Uniti (bandiera) | Thompson, Jason       | 211 cm  | 113 kg | 21-07-1986   | Rider Broncs                          |
| G | 11 | Stati Uniti (bandiera) | Thompson, Klay        | 201 cm  | 98 kg  | 08-02-1990   | Washington State                      |
| C | 18 | Brasile (bandiera)     | Varejão, Anderson     | 208 cm  | 126 kg | 28-09-1982   | Barca (Spain)                         |

## Regular season

### Division
Pacific Division
|    | Classifica       | V  | P  | %    |
| -- | ---------------- | -- | -- | ---- |
| 1. | G.S. Warriors    | 73 | 9  | 89,0 |
| 2. | L.A. Clippers    | 53 | 29 | 64,6 |
| 3. | Sacramento Kings | 33 | 49 | 40,2 |
| 4. | Phoenix Suns     | 23 | 59 | 28,0 |
| 5. | L.A. Lakers      | 17 | 65 | 20,7 |

### Conference

#### Western Conference
|     | Classifica          | V  | P  | %     |
| --- | ------------------- | -- | -- | ----- |
| 1.  | G.S. Warriors       | 73 | 9  | 89,0  |
| 2.  | San Antonio Spurs   | 67 | 15 | 81,57 |
| 3.  | Oklahoma Thunder    | 55 | 27 | 67,1  |
| 4.  | L.A. Clippers       | 53 | 29 | 64,6  |
| 5.  | Portland T. Blazers | 44 | 38 | 53,7  |
| 6.  | Dallas Mavericks    | 42 | 40 | 51,2  |
| 7.  | Memphis Grizzlies   | 42 | 40 | 51,2  |
| 8.  | Houston Rockets     | 41 | 41 | 50,0  |
| 9.  | Utah Jazz           | 40 | 42 | 48,8  |
| 10. | Sacramento Kings    | 33 | 49 | 40,2  |
| 11. | Denver Nuggets      | 33 | 49 | 40,2  |
| 12. | N.O. Pelicans       | 30 | 52 | 36,6  |
| 13. | Minnesota T'wolves  | 29 | 53 | 35,4  |
| 14. | Phoenix Suns        | 23 | 59 | 28,0  |
| 15. | L.A. Lakers         | 17 | 65 | 20,7  |

## Trasferimenti

### Trades
| Giugno 27, 2015 | Golden State Warriors: Gerald Wallace Chris Babb | Boston Celtics: David Lee          |
| Giugno 31, 2015 | Golden State Warriors: Jason Thompson            | Philadelphia 76ers: Gerald Wallace |

### Free agency

#### Acquisti
| Giocatore        | Contratto | Squadra                                        |
| Anderson Varejão |           | Portland Trail Blazers (waived on February 18) |

#### Ceduti
| Giocatore      | Contratto             | Squadra            |
| Justin Holiday | 2-anni a $1.9 million | Atlanta Hawks      |
| Ognjen Kuzmić  | —                     | Panathinaikos B.C. |
| Jason Thompson | __                    | Toronto Raptors    |

## Premi
| Giocatore      | Premio                                                    | Data              | Ref.   |
| Stephen Curry  | Western Conference Player of the Week                     | November 2, 2015  | [ 5 ]  |
| Stephen Curry  | Western Conference Player of the Week                     | Novembre 23, 2015 | [ 6 ]  |
| Luke Walton    | Western Conference Coach of the Month (Ottobre/Novembre)  | Dicembre 1, 2015  | [ 7 ]  |
| Stephen Curry  | Western Conference Player of the Month (Ottobre/Novembre) | Dicembre 3, 2015  | [ 8 ]  |
| Stephen Curry  | Western Conference Player of the Week                     | Dicembre 7, 2015  | [ 9 ]  |
| Draymond Green | Western Conference Player of the Week                     | Gennaio 4, 2016   | [ 10 ] |
| Stephen Curry  | Western Conference Player of the Week                     | Febbraio 29, 2016 | [ 11 ] |
| Stephen Curry  | Western Conference Player of the Month (Febbraio)         | Marzo 3, 2016     | [ 12 ] |
| Stephen Curry  | Western Conference Player of the Week                     | Marzo 14, 2016    | [ 13 ] |
| Klay Thompson  | Western Conference Player of the Week                     | Marzo 28, 2016    | [ 14 ] |
| Steve Kerr     | Western Conference Coach of the Month (March)             | Aprile 1, 2016    | [ 15 ] |
| Steve Kerr     | Coach of the Year                                         | Aprile 26, 2016   | [ 16 ] |
| Stephen Curry  | Most Valuable Player                                      | Maggio 10, 2016   | [ 17 ] |